# LPDDR4

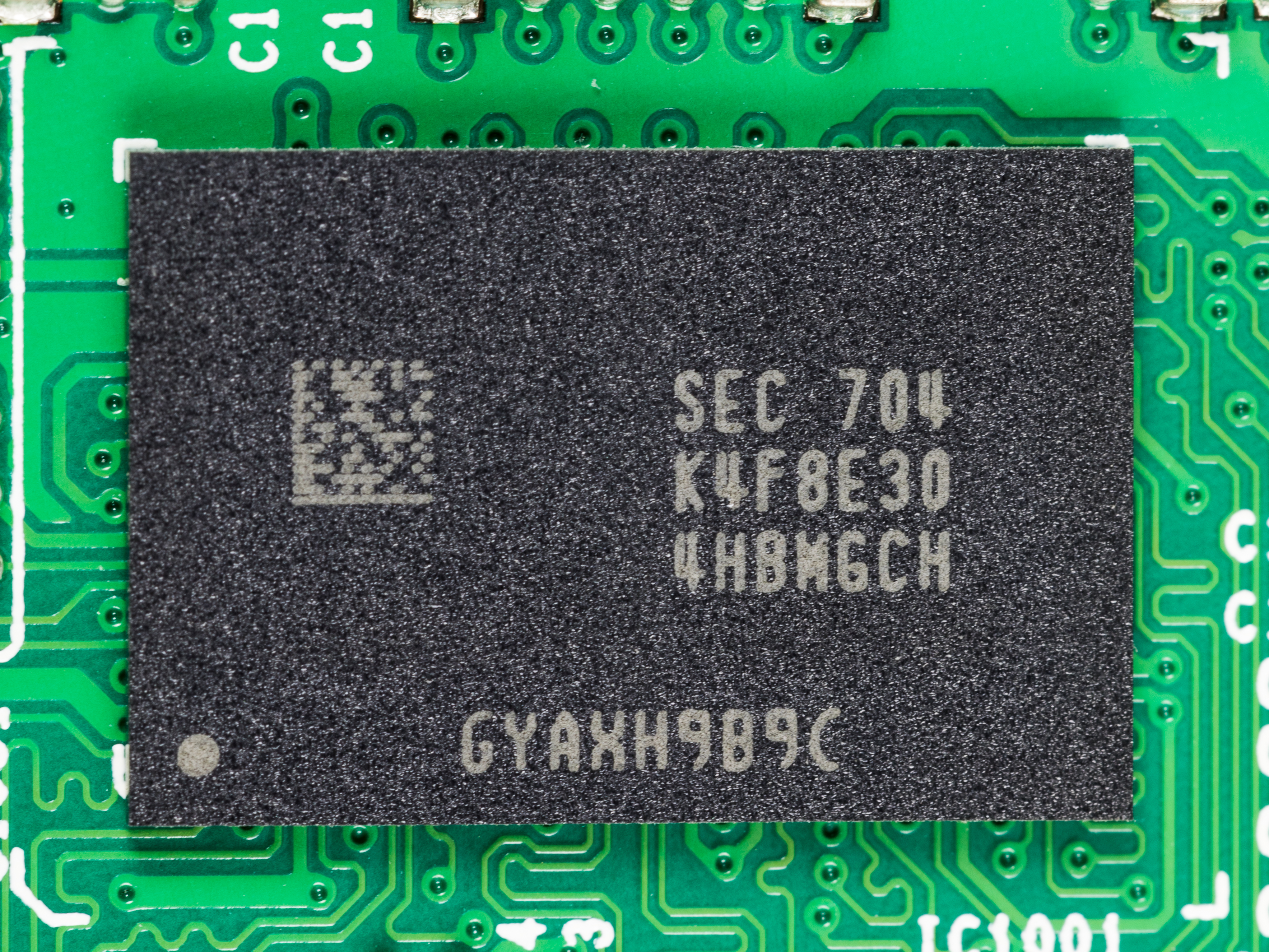
Samsung K4F8E304HB-MGCH: Mobile DRAM LPDDR4 8 GB

La LPDDR4 (en anglais : « Low Power Double Data Rate 4 », littéralement : « débit de données double basse consommation 4») est un format de mémoire pour périphérique basse consommation, évolution des normes LPDDR, LPDDR2 et LPDDR3, dont les spécifications ont été officialisées le 25 août 2014 par le JEDEC sous la norme JESD209-4 LPDDR4.
Parmi les changements :
- Passage de 1,2 V à 1,1 V
- Taux de transfert passant entre 3 200 et 4 266 MT/s
- Des canaux séparés sont créés sur chaque côté des puces afin de réduire le chemin parcouru par le courant, et d’accroître ainsi la vitesse de transmission des données.

## Histoire
Le 30 décembre 2013, Samsung Electronics annonce avoir développé la première puce LPDDR4 de 8 gigabits (1 Gio) en classe 20 nm (soit entre 20 et 29 nm), capable de transmettre des données à un taux de 3 200 Mbit/s, fournissant ainsi des performances 50 % plus élevées que la plus rapide des mémoires LPDDR3, tout en consommant 40 % d'énergie en moins à une tension de 1,1 volt.
Samsung introduit ensuite une évolution nommée LPDDR4X, identique à la LPDDR4, mais avec une tension réduite à 0.6 V.